# Gundega Liede
Gundega "Gunta" Ilze Liede, 30 mars 1946, är en svensk dansare och danslärare. 
Modern Erna var dansös i Riga men flydde till Sverige under andra världskriget. Gundega Ilze Liede utbildade sig till språklärare men övergick senare helt till att undervisa i dans.
Hon startade Gundegabaletten 1971 och den drivs idag som ideell förening i Karlstad. 1984 gjorde hon en koreografi till Sven-Ingvars låt Te' dans mä Karlstatösera i samband med Karlstads 400-årsjubileum. När Karlstad lät uppkalla tio av sina stadsbussar efter Karlstadsprofiler 2016 var hon en av dem som fick en buss uppkallad efter sig.